# Marija Gradec
Marija Gradec je naselje ob Savinji oz. njenem "marijagraškem" zavoju/"ovinku", tik pod Laškim v občini Laško. V vasi stoji poznogotska cerkev Karmelske Matere božje iz prve četrtine 16. stoletja. Cerkev je poslikana s freskami, ki vključujejo poznogotske in renesančne prvine.